# Пролетарский район (Ростов-на-Дону)
Пролета́рский райо́н — административно-территориальная единица, один из 8 районов города Ростова-на-Дону. Образован в 1929 году. Состоит, в свою очередь, из Нахичевани, Александровки, Берберовки, Говнярки, посёлков Кирилловский и Ясная поляна.

## История
14 ноября 1779 года Грамотой российской императрицы Екатерины II армянам-переселенцам из Крыма было разрешено основать «особый город при урочище Полуденка» близ стен русской крепости Святого Димитрия Ростовского. Так переселённые из Крымского ханства христиане образовали в низовьях Дона свой город, названный Hop-Нахичевань.
В 1782 году население Hop-Нахичевани составляло уже 4 тысячи жителей. В феврале 1828 года город был официально включён в состав Российской империи и переименован: из его названия была изъята приставка «Нор», он стал называться «Нахичевань-на-Дону». В этот период начался бурный рост промышленной базы города, развивалась торговля, ремёсла, открывались первые учебные заведения. В 1825 году в Нахичевани было уже 33 фабрики — рыбных, салотопенных, водочных, кожевенных, хлопчатобумажных.
Граница между двумя городами — Ростовом и Нахичеванью — всегда была и считалась условной. К началу двадцатых годов прошлого века в донской столице проживало в общей сложности более 350 тысяч человек. И вполне закономерным стало правительственное решение, которым оба города были объединены в один — Ростов-на-Дону. 28 декабря 1928 года разделительная черта, проходившая по Театральной площади, перестала существовать, а в 1929 году на территории Нахичевани был образован один из крупнейших в городе — Пролетарский район.
В 1961 году в состав Пролетарского района города Ростова-на-Дону была включена территория станицы Александровской,ранее административно входившей в состав Аксайского района Ростовской области.
21 августа 2017 года в западной части района, к югу от Театральной площади, произошёл крупный пожар, уничтоживший около 120 зданий.

## Население
| 1959     | 1970     | 1979     | 1989     | 2002     | 2009     | 2010     |
| -------- | -------- | -------- | -------- | -------- | -------- | -------- |
| 97 620   | ↗122 464 | ↗132 268 | ↘129 588 | ↗132 276 | ↘126 664 | ↘122 174 |
| 2012     | 2013     | 2014     | 2015     | 2016     | 2017     | 2018     |
| ↘121 450 | ↘120 665 | ↘119 772 | ↘119 124 | ↗119 679 | ↘119 516 | ↗120 237 |
| 2019     | 2020     | 2021     |          |          |          |          |
| ↗120 595 | ↗121 255 | ↘121 106 |          |          |          |          |

## Экономика
Многоотраслевая, исторически сложившаяся промышленно-экономическая база Нахичевани стала основой развития Пролетарского района. Сегодня в Пролетарском районе свыше шести тысяч хозяйствующих субъектов, значительную часть которых составляют субъекты малого бизнеса, тридцать два крупных и средних предприятия, большинство которых работает стабильно и эффективно.
К числу наиболее успешно действующих относятся производственные коллективы ЗАО «Ростовгазоаппарат», ЗАО «Эмпилс», ОАО «Колфа», ОАО «Ростовский мукомольный завод», ОАО «Донская кондитерская фабрика», ЗАО «Ростовская игрушка», ОАО «Ростшампанкомбинат» (закрыт) и многие другие предприятия. Здесь сосредоточены основные системы жизнеобеспечения и управления хозяйственной и жилищно-коммунальной инфраструктурой города: городской Водоканал, Горэлектросеть, Горгаз, Электросвязь.

## Культура

Памятная доска об освобождении города

В Пролетарском районе большое количество учебных заведений, спортивных залов, учреждений культуры, театров и концертных площадок.
Старая Нахичевань и сегодня пленяет неповторимым своеобразием своих улиц и уютных двориков, жилых и общественных зданий, обилием зелёных насаждений, парков и площадей. Многие капитальные строения, возведённые в конце XVIII — первой половине XIX века, признаны уникальными, отреставрированы и находятся под защитой государства — сейчас здесь насчитывается более 150 памятников архитектуры и зодчества, выполненных в стиле модерн, барокко, русского классицизма.
Среди памятников архитектуры Пролетарского района: особняк Егора Красильникова, здание Нахичеванского городского театра, особняк Гайрабетовых, особняк Лусегена Попова, Ростовский академический театр драмы им. М. Горького, особняк Сагирова, особняк Кечекьяна.
В этом районе находится дом (на пересечении улиц 21-я линия и Мясникова), на котором во время освобождения города от фашистов было водружено красное знамя.